# ホテルフォルクローロ花巻東和

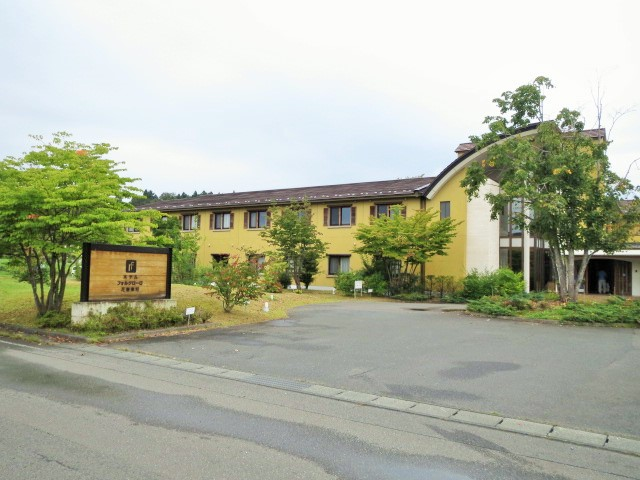
外観（2017年8月）

ホテルフォルクローロ花巻東和（ホテルフォルクローロはなまきとうわ）は、株式会社盛岡ターミナルビルが東日本旅客鉄道盛岡支社から運営受託し営業する、岩手県花巻市東和町安俵にある菜園併設型オーベルジュである。

## 概要
1998年3月28日に、5店舗目のフォルクローロチェーンのホテルとしてオープンした。当時、和賀郡東和町ではふるさと創生事業による各自治体への1億円交付を受け、温泉を堀当て、日高見の霊湯 東和温泉を開業。それに合わせ、本来JR駅への隣接が基本であるフォルクローロを温泉の隣に建設し、渡り廊下で温泉とホテルを接続した。開業から数年間は、宿泊客であっても温泉料金は別料金であったが、現在は東和温泉との提携により宿泊客は無料で入浴できる。

## 沿革
- 1998年3月28日 ‐ フォルクローロいわて東和が開業[1]
- 2009年9月23日 ‐ リニューアルに伴う改装工事の為一時休業
- 2009年11月10日 ‐ リニューアルオープン
- 2010年4月1日 ‐ ランチの営業を開始
- 2010年5月7日 ‐ シバヤギの飼育を開始
- 2015年3月 - フォルクローロの「ホテルフォルクローロ」へのブランド名変更に合わせ、施設名を「ホテルフォルクローロ花巻東和」に改称[2]。

## 特徴
2009年9月23日まで、ベッド・アンド・ブレックファスト (B&B) スタイルで、夕食は館内においては提供せずに営業していたが、JR東日本の地域再発見プロジェクトの第一弾として、11月10日に菜園併設型オーベルジュとして新たに館内にレストランをオープンさせた。レストランのメニューの監修は、ミシュランガイドで3年連続で3つ星を獲得している「日本料理 かんだ」の神田裕行が手がけている。
リニューアルに伴い、レストランのほかに館内にカフェ&バーもオープンさせた。ここ数年、花巻市内や隣の北上市に新たにビジネスホテル等が参入してきたため、それらとの差別化のなどの観点から、大幅なリニューアル工事を行うこととなった。
他のフォルクローロと違い、駅から13分とやや離れているため鉄道利用者の割合は多くない。価格的にはビジネスホテルよりは若干高めではあるが比較的ビジネス客の利用も多い。ツインルーム間を仕切っている扉を開け、2部屋を繋ぐコネクティングルームがツインルーム全29部屋の内、計16部屋（8組）ある。また、バリアフリールームが1部屋用意されている。
主に、岩手県内や関東地方からの利用客が多く西日本の利用客は少ない。朝食には軽食バイキング形式を採用し地元の食材を使用した郷土料理などもある。町内には、日本ローイング協会から漕艇競技国内B級コースの認定を受けている田瀬湖があり、2008年7月に北京オリンピックのギリシャ代表チームと日本代表チームが、北京入り直前の合宿を田瀬湖で行うために宿泊した。

### シバヤギの登場
2010年5月7日に、新たな2頭のスタッフが加わった。2頭は小型のヤギ「シバヤギ」で来館した利用客を癒している。2頭の名前は、ホームページなどからの公募によって決められ、雄が宮沢賢治の名前から一字取った「賢 (けん)」。雌が東和から一字とった「和 (のどか)」となった。
東日本大震災の2日後の2011年3月13日、「和」が2頭の子ヤギを出産。

### 客室
- ツインルーム
  - 部屋数：29部屋（内、禁煙ルーム15部屋）
  - 大きさ：18平米
- ファミリールーム
  - 部屋数：6部屋（内、禁煙ルーム3部屋）
  - 大きさ：26平米

### 館内施設
- ラウンジ
- コインランドリー
- ショップ
- レストラン
- カフェ&バー
- ブックラウンジ

## 周辺施設
- 道の駅とうわ
- 東和温泉
- 東和病院
- 萬鉄五郎記念美術館
- 成島毘沙門堂
- 宮沢賢治記念館
- 宮沢賢治童話村
- 田瀬レイクリゾート